# Beverly Thomas Galloway

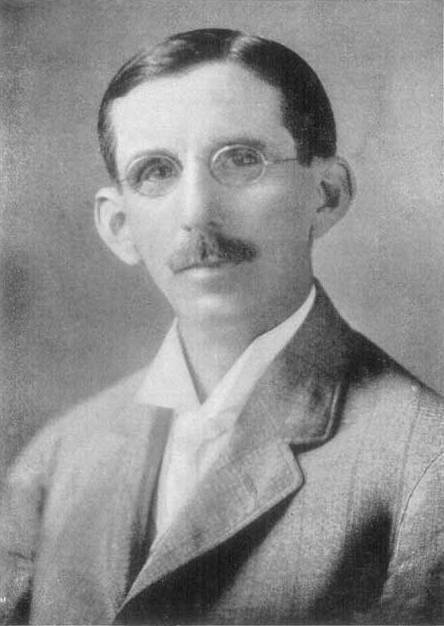
Beverly Thomas Galloway

Beverly Thomas Galloway, född 16 oktober 1863 i Millersburg i Callaway County i Missouri, död 13 juni 1938 i Washington, D.C., var en amerikansk botaniker. 
Galloway blev filosofie doktor vid University of Missouri 1884, var assistent där vid avdelningen för växtfysiologi och växtpatologi 1887–1888, senare chef för USA:s lantbruksdepartements Bureau of Plant Industry i Washington 1900–1912, var biträdande jordbruksminister 1913–1914, dean vid ett jordbruksvetenskapligt college vid Cornell University 1914–1916 och senare patolog vid amerikanska jordbruksdepartementets Office Seed and Plant Introduction i Washington. Han författade flera arbeten i botanik, hortikultur samt om växtsjukdomar och deras behandling. Han invaldes som ledamot av svenska Lantbruksakademien 1899.